# 曼西狸藻
曼西狸藻，又称孟席斯狸藻，為狸藻屬多年陸生食虫植物。其种加词来源于英国植物采集者孟席斯（Menzies）。曼西狸藻为西澳大利亞沿海乾燥地區的特有種，具有球根。

## 外部連結
- 食虫植物照片搜寻引擎中曼西狸藻的照片 （页面存档备份，存于）

 维基共享资源上的相關多媒體資源：曼西狸藻
 維基物種上的相關：曼西狸藻